# Ліндісфарн
Ліндісфарн (англ. Lindisfarne) — припливний острів площею 5 км² біля північно-східного берега Англії. Також відомий під назвою Святий острів (англ. Holy Island), оскільки став однією з колисок християнства на півночі Англії. Найближче місто — Бервік-апон-Твід. Під час відпливу до острова можна дістатися пішки. Населення 162 особи (2001).

## Історія
Християнство на Ліндісфарн приніс приблизно 635 року ірландський місіонер святий Айден з острова Іона. Звідси він і його наступники, разом зі святим Катбертом, ширили християнське віровчення серед населення королівства Нортумбрія. Очільник монастиря мав статус єпископа, хоча кафедру кілька разів переносили звідси в більші центри — Йорк, Честер, Дарем. При обителі діяв скрипторій, звідки походить знамените Ліндісфарнське Євангеліє.
793 року на Ліндісфарн напали скандинави, поклавши початок епосі вікінгів у Північній Європі. Близько 835 року ченці були змушені вивезти мощі св. Кутберта на материк; урешті-решт вони осіли в Даремі. 1082 року даремські ченці відновили Ліндісфарнську обитель. З початком Реформації Генріх VIII велів розібрати пріорат та побудувати з того ж каменю Ліндісфарнський замок для захисту кордону з Шотландією.
Після об'єднання Англії з Шотландією замок занепав, а острів утратив своє значення. Певний час тут розміщувався пункт берегової охорони. На рубежі XIX і XX століть знавці історії стали виявляти інтерес до Святого острова. Замок був ретельно відреставрований під наглядом архітектора Едвіна Лаченса.
1966 року Роман Поланскі зняв на острові фільм «Тупик», удостоєний «Золотого ведмедя».

## Джерело
- Ліндісфарн [Архівовано 19 червня 2013 у Wayback Machine.] в Британській енциклопедії